# Джордж Елліотт Кларк
Джордж Елліотт Кларк, OC ONS (народився 12 лютого 1960) — канадський поет, драматург і літературний критик, лауреат премії Торонто з 2012 по 2015 рік і як поет-лауреат канадського парламенту в 2016—2017 роках. Творчість відома переважно використанням широкого спектру літературних і мистецьких традицій. Один із найвидатніших поетів Канади, Кларк також відомий тим, що описав досвід та історію чорношкірих канадських громад Нової Шотландії та Нью-Брансвіку, створивши культурну географію, яку він назвав «Африкадією».

## Життєвий шлях
Народився в сім'ї Вільяма та Джеральдін Кларк у Віндзорі, Нова Шотландія, поблизу спільноти чорних лоялістів Три-Майл-Плейнс, і виріс у Галіфаксі, Нова Шотландія. Закінчив середню школу королеви Єлизавети в 1978 році.
Ступінь бакалавра з відзнакою з англійської мови здобув в Університеті Ватерлоо (1984), ступінь магістра з англійської мови в Університеті Далхаузі (1989) і ступінь доктора філософії з англійської мови в Університеті Квінз (1993). Отримав почесні ступені Університету Далхаузі (LL. D.), Університет Нью-Брансвіка (Litt. D.), Університет Альберти (Litt. D.), Університет Ватерлоо (Litt. D.), Університет Святої Марії (Litt. D). Викладав англійську мову та канадські студії в Університеті Дьюка з 1994 по 1999 рр. і був призначений відвідувачем кафедри канадських студій Seagrams в Університеті Макгілла на 1998—1999 навчальний рік. У 1999 році став професором англійської мови в Університеті Торонто, де в 2003 році він був призначений першим професором канадської літератури Е. Дж. Пратта. Кларк також працював відомим науковцем в Університеті Британської Колумбії (2002), запрошеним науковцем в Університеті Маунт-Еллісон (2005) і запрошеним професором канадських досліджень Гарвардського університету Вільяма Ліона Маккензі Кінга (2013—2014).; і, поза академічною сферою, як дослідник парламенту провінції Онтаріо (1982–83), редактор Imprint (Університет Ватерлоо, 1984–85) і The Rap (Галіфакс, 1985–87), соціальний працівник для Чорний об'єднаний фронт Нової Шотландії (1985–86), парламентський помічник Говарда МакКерді (1987–91) і газетний оглядач для Halifax Daily News (1988–89).
Кларк — відомий доповідач на конференціях і активно працює в поетичних колах по всій Канаді, США, країнах Карибського басейну та Європі. Він також є одним із засновників музичного колективу Afro-Métis Nation, який випустив свій перший альбом Constitution у травні 2019 року. Група отримала свою назву від змішаного африканського та мікмацького походження артистів. Кларк описав звучання гурту як «мішанину південного смаженого блюзу та морської спіричуели з нешвільськими гітарами, мікмау та „африканськими“ барабанами, волинками Хайленду та акадіанськими скрипками».

## Письменницька кар'єра
Кларк відомий як за його власну творчість, яка включає сімнадцять поетичних збірок, два романи та чотири драми та опери, так і за збір і просування історій афро-канадських письменників і поетів в антологіях і дослідженнях, таких як «Лінія кордону» (1995).), «Погляд на Полярну зірку» (1997), «Одіссея» (2002), "Вогонь на воді " (2002), «Напрямки додому» (2012) і "Пошук дому " (2017). Поширює свій художній вплив від Шекспіра до Майлза Девіса, від Езри Паунда до П'єра Елліотта Трюдо та Малкольма Ікс, і саме з плідних протиріч і напруженості між мислителями всіх періодів історії пізні роботи Кларка черпають велику частину своєї сили. Його стиль, з його охопленням народної мови, бурхливого, невирішеного та спонтанного, добре підходить для сміливих, пристрасних виступів, якими він добре відомий. Його поетична та наукова кар'єри перетинаються в їхньому особливому акценті на перспективах африканських нащадків у Канаді та Новій Шотландії, особливо нащадків афроамериканських рабів, які оселилися на східному узбережжі Нової Шотландії, яких він називає «африканцями». Він пише, що це слово він «викарбував із „Африки“ та „Акадії“ (старі назви Нової Шотландії та Нью-Брансвіку), щоб позначити чорношкіре населення Примор'я та особливо Нової Шотландії».
Деякі з його віршів також були покладені на музику госпел-квартетом a cappella Four the Moment.
Кларк вважає «африканську» літературу "буквальною та ліберальною. Він заявив, що знайшов подальше натхнення для написання текстів у 1970-х роках, а його «індивідуалістична поетика, підкріплена неявним соціальним коментарем» походила від інтелектуалів «Банди семи», "поетів-політиків: джазового трубача Майлза Девіса, трубадура-барда Боба Ділана, розпусника. лірик Ірвінг Лейтон, партизанський лідер і поет Мао Цзедун, реакційний модерніст Езра Паунд, оратор Чорної сили Малкольм Ікс і високошановний П'єр Елліотт Трюдо ".
У своїй антології «Вогонь на воді» Кларк використовує біблійну шкалу часу, що тягнеться від Буття до Псалмів і Приповістей до Одкровення, щоб представити твори чорношкірих і авторів, які народилися в певний період. Ці назви відображають предків африканців та інших чорношкірих народів і власні уподобання перших співаків співати «пісню Господню в цій чужій землі». У своїй останній книзі «Це слова», створеній у співпраці з канадським поетом Джоном Б. Лі, Кларк перекладає одну з дев'яти книг апокрифів Біблії живою англійською мовою. Це яскравий приклад його широкого та відкритого поетичного чуття, в якому духовне та чуттєве мають однакову частину.
Інтелектуальний внесок Кларка включає як його здатність поєднувати літературну критику та театральні переваги, так і його продовження тем культурної інклюзивності та канадського знакового символізму. У своїй п'єсі 2007 року "Трюдо: довгий похід, сяючий шлях " Кларк показує свого героя-ліберала Трюдо (1919—2000), описуючи його як «персонажа Шекспіра: . . . Це постать, про яку майже неможливо сказати щось остаточне, тому що він охоплений такою кількістю протиріч, але саме це робить його цікавим». Представляючи мультикультурного Трюдо на міжнародній арені, Кларк прагне охопити людський вимір, особистість Трюдо, а не його політику, щоб підкреслити діалог між ключовими персонажами та «показати людей як людей, а не просто виразників ідей». У 2012 році Кларк отримав значне критичне визнання у томі, присвяченому його творам, "Африканська Атлантика: нариси про Джорджа Елліота Кларка " за редакцією Джозефа Півато .
У своїх поетичних збірках 2016 і 2017 років, назви яких, Canticles I (MXXVI) і Canticles I (MMXVII), є посиланням на "Пісні " та «Пісню Соломона» Езри Паунда, Кларк описує відомих мислителів, дослідників і правителів. 17-го, 18-го та 20-го століть у діалог про рабство та спадщину. Разом ці збірки складають першу частину проектованої епопеї з трьох частин. Canticles II: MMXIX вийшов у 2019 році
У той час, як поет-лауреат Торонто, Кларк створив Куточок поетів у міській ратуші та працював із Публічною бібліотекою Торонто над створенням Поетичної мапи Торонто, електронної карти міста, на якій позначені всі місця, згадувані в канадській поезії, і представлені відповідні рядки для глядача. Він також заснував фестиваль поезії в Іст-Енді. За ці та інші досягнення йому приписують значне розширення ролі та обов'язків Поета-лауреата. Кларк так само розширив роль канадського парламентського поета-лауреата під час свого перебування на посаді, ставши першим, чиї вірші декламували в палатах і записували в Hansard.

## Сім'я
Містер Кларк є внучатим племінником покійної канадської оперної співачки Порші Вайт, політика Білла Вайта та профспілкового лідера Джека Вайта . Кларк є афроканадцем у сьомому поколінні та походить від афроамериканських біженців під час війни 1812 року, які втекли до Британії та були переселені до Нової Шотландії. Кларк є правнуком Вільяма Ендрю Уайта, баптистського проповідника та місіонера американського походження, армійського капелана та радіопіонера, який був одним із небагатьох чорношкірих офіцерів британської армії в усьому світі під час Першої світової війни.

## Нагороди та заслуги
У 1998 році Кларк отримав премію Портії Уайт за художні досягнення. У 2001 році нагороду генерал-губернатора за поезію за свою книгу «Вірші про страту», а також золоту медаль журналу National Magazine за поезію. Він також став лауреатом премії за досягнення імені доктора Мартіна Лютера Кінга (2004), стипендійної премії П'єра Елліота Трюдо (2005—2008), Дартмутської книжкової премії за художню літературу (2006) та книжкової премії Еріка Хофера за поезію (2009).).
У 2006 році Кларк був удостоєний ордена Нової Шотландії, а в 2008 році ордена Канади в ранзі офіцера.
16 січня 2008 року Кларк став почесним членом Галібертонського літературного товариства, найстарішого літературного товариства Північної Америки, в Університеті Королівського коледжу, Галіфакс; а в 2009 році він був одним із лауреатів Премії Вільяма П. Хаббарда за расові відносини від міста Торонто за його видатні досягнення та відданість суттєвим змінам расових відносин у Торонто. Кларк був обраний спеціально за «його роль лідера на місцевому та національному рівнях у створенні розуміння та обізнаності про африканську та чорну культуру та передовий внесок у переосмислення культури».
У листопаді 2012 року Кларк став четвертим поетом-лауреатом Торонто.
У січні 2016 року Кларк став сьомим поетом-лауреатом парламенту Канади.
У 2018 році завдяки подарунку пані Ребекки Гардінер в Університеті Дьюка було засновано Фонд стипендій Джорджа Елліотта Кларка.
Його книга 2021 року J'Accuse! (Вірш проти мовчання) потрапив до шорт-листа поезії ReLit Award 2022.

### Поезія
- 1983: Saltwater Spirituals and Deeper Blues, Лорентаун-Біч, Нова Шотландія: Поттерсфілд.ISBN 0-919001-12-2
- 1990: Waterlah Falls, Ванкувер: Polestar,ISBN 0-919591-57-4 (доопрацьоване видання, 2000 р.,ISBN 1-896095-50-X)
- 1994: Lush Dreams, Blue Exile: Fugitive Poems 1978—1993 . Пляж Лоурентаун, Нова Шотландія: Поттерсфілд.ISBN 0-919001-83-1
- 1999: Золоті індиго . Дарем: Кароліна Рен,ISBN 0-932112-40-4
- 2001: Вірші про страту: трагедія Чорного Акадії про Джорджа та Ру . Wolfville, Нова Шотландія: Gaspereau Press,ISBN 1-894031-48-2
- 2001: Блакитний . Ванкувер: Polestar,ISBN 1-55192-414-5
- 2001: Blue II, A Trestle Chapbook in Running With Scissors, Монреаль: Cumulus Press,ISBN 0-9683529-4-4
- 2005: Освітлені вірші . Торонто: Canadian Scholars' Press,ISBN 1-55130-280-2
- 2006: Чорний . Ванкувер: Polestar,ISBN 1-55192-903-1
- 2008: Блюз і блаженство: Поезія Джорджа Елліотта Кларка . Wilfrid Laurier University Press ,ISBN 1554580609
- 2009: Я і я . Фредеріктон: Гуз Лейн,ISBN 978-0-86492-513-8
- 2011: Червоний . Gaspereau Press,ISBN 9781554470983
- 2013: Lasso the Wind: вірші Аурелії та інші поеми . Іл. Сьюзан Тук. Книги Nimbus,ISBN 1771080507
- 2013: Незаконні сонети . Видавництво окулярів,ISBN 978-1908998064
- 2014: Траверс . Вигнанні видання,ISBN 1550963953
- 2015: Додаткові незаконні сонети . Вигнанні видання,ISBN 1550964984
- 2016: Золото . Gaspereau Press,ISBN 9781554471577
- 2016: Кантики I (MMXVI) . Видання Guernica,ISBN 9781550719123
- 2017: Кантики I (MMXVII) . Видання Guernica,ISBN 9781771831901
- 2017: Венеціанський купець (перевірено) . Кентвіль, Нова Шотландія: Gaspereau Press.
- 2018: Це слова . Співпраця з Джоном Б. Лі. Hidden Book Press,ISBN 978-1-927725-55-9
- 2019: Портія Вайт: Портрет словами . Видавництво «Німбус» ,ISBN 1771086971
- 2021: Звинувачуй! (Вірш проти мовчання)

### Книги
- 1999: Водоспад Вайла: П'єса . Торонто: Драматурги Канади,ISBN 0-88754-565-3
- 1999: Беатріс Ченсі. Ванкувер: Polestar,ISBN 1-896095-94-1
- 2003: Квебесіте. Вулфвіль, Нова Шотландія, Gaspereau Press,ISBN 1-894031-74-1
- 2007: Трюдо: Довгий похід, сяючий шлях. Кентвіль, Нова Шотландія: Gaspereau Press,ISBN 1-55447-037-4

### Романи
- 2005: George and Rue. Toronto: HarperCollins, ISBN 0-00-225539-1 / ISBN 0-00-648569-3
- 2016: The Motorcyclist. Toronto: HarperCollins

### Мемуари
- 2021: Де вижила краса

### Антології під ред
- 1991: Fire on the Water: An Anthology of Black Nova Scotian Writing, Volume One. Lawrencetown Beach, Nova Scotia: Pottersfield, ISBN 0-919001-67-X
- 1992: Fire on the Water: An Anthology of Black Nova Scotian Writing, Volume Two. Lawrencetown Beach, Nova Scotia: Pottersfield, ISBN 0-919001-71-8
- 1995: Border Lines: Contemporary Poems in English. Edited by J.A. Wainwright, George Elliot Clarke and others. Mississauga, Ont.: Copp Clark, 1995. ISBN 0773053425
- 1997: Eyeing the North Star: Directions in African-Canadian Literature. Toronto: McClelland & Stewart, 1997 ISBN 0-7710-2125-9
- 2018: Locating Home: The First African-Canadian Novel and Verse Collections. Tightrope Books, 2018. ISBN 1988040213

### Критика
- 2002: Odysseys Home: Картографування афро-канадської літератури . Торонто: University of Toronto Press,ISBN 0-8020-8191-6
- 2011: Напрямки додому: Підходи до афро-канадської літератури . Торонто: University of Toronto Press,ISBN 978-0-8020-9425-4

## Нагороди
- 1979: Почесна згадка, Atlantic Writing Competition (Adult Poetry), Writers' Federation of Nova Scotia
- 1981: Перша премія, Atlantic Writing Competition (Adult Poetry), Writers' Federation of Nova Scotia
- 1983: Друга премія, Поетична премія Блісс Карман, Центр Банфа
- 1991: Премія Арчібальда Лемпмана за поезію, Незалежні письменники Оттави
- 1998: Премія Портії Уайт, Рада мистецтв Нової Шотландії
- 1998: співробітник Центру Белладжіо, Фонд Рокфеллера, Нью-Йорк
- 1999: Нагорода за досягнення випускників, Університет Ватерлоо
- 2002: Нагорода генерал-губернатора за поезію, за вірші про страту
- Золота нагорода національного журналу за поезію
- 2004: Премія за досягнення Мартіна Лютера Кінга, Майстерня чорного театру
- 2006: Стипендіальна премія П'єра Елліота Трюдо, Фонд П'єра Елліота Трюдо
- 2006: Дартмутська книжкова премія за художню літературу
- 2006: Frontiera Poesis Premuil [Приз], журнал Poesis, Міжнародний поетичний фестиваль, Сату-Маре, Румунія
- 2006: Орден Нової Шотландії
- 2007: у довгому списку Міжнародної Дублінської літературної премії Джордж і Рю
- 2008: кавалер ордена Канади[25]
- 2009: шорт-лист Дартмутської книжкової премії за художню літературу
- 2010: шорт-лист, Acorn-Plantos Award for People's Poetry
- 2012: ступінь почесного доктора літератури Університету Акадії
- 2012: Медаль діамантового ювілею королеви Єлизавети II
- 2012: Нагорода за досягнення в мистецтві (Канадська асоціація громадянських свобод)
- 2012: Призначений міською радою Торонто на посаду поета-лауреата Торонто
- 2016: Призначений парламентом Канади на посаду канадського парламентського поета-лауреата
- 2017: Премія за життєві досягнення, Асоціація випускників університету Далхаузі
- 2017: Премія «Первопроходці»: Національний саміт чорношкірих канадців, Федерація чорношкірих канадців і Фонд Міхаель Жан
- 2017: обраний членом Королівського Канадського географічного товариства

Дивись також
- Акадія
- Канадська література

## Подальше читання
- Nora Tunkel: Tracing the Lyrics of the Unvoiced: GE Clarke, in Tunkel, Transcultural imaginaries. Історія та глобалізація в сучасній канадській літературі. Winter, Heidelberg 2012, S. 169—178. = Докт. дисертація, Віденський університет 2009